# Шарташский гранитный карьер
Шарта́шский грани́тный карье́р — горно-добывающее предприятие и карьер, расположенный в Кировском районе Екатеринбурга, на территории жилого района Комсомольского.

## Разработка месторождения
Шарташский гранитный массив расположен в восточной части Екатеринбурга. Залегающий массив имеет форму эллипсоида с длиной в поперечнике от 6 до 8 км. Разработка месторождения южнее озера Шарташ началась в 1957 году.
Разработка карьера производится взрывным способом. В ходе горных работ были вскрыты два водоносных горизонта, что обеспечило средний водоприток в объёме 160—220 м³/ч. Откачка воды из карьера производится круглый год в объёме 220 м³/ч со сбросом в район Малого Шарташа. Взорванный гранит дробят на перерабатывающей фабрике до щебня необходимых фракций. На одном из уступов карьера функционирует линия по производству асфальта. Объём добычи гранита составляет 300 тыс. м³ в год.
Взрывные работы в карьере производятся ежедневно, создавая неудобства для жителей близлежащий районов в виде вибрации оконных стёкол и образующегося облака пыли. Предприятие систематически превышает предельно допустимые значения по содержанию пыли в воздухе, выплачивая штрафы.

## Продукция
Продукция карьера используется для изготовления бетона, строительства, ремонта и подсыпки дорог, а также для приготовления соляного раствора для подсыпки дорог зимой.
Светло-серый гранит, добытый на Шарташском карьере, использовался при строительстве зданий Горсовета, Оперного театра, Екатеринбургского цирка, Храма-на-Крови, а также при реконструкции набережной Рабочей Молодёжи и Исторического сквера и отделки станций Екатеринбургского и Казанского метрополитенов.
Среди монументов, построенных с использованием шарташского гранита, выделяют памятники Татищеву и де Геннину, маршалу Г. К. Жукову, Я. М. Свердлову.
Одним из основных потребителей щебня в советский период был Свердловский завод ЖБИ, производивший материалы для строительства жилых домов. Качественные характеристики гранита делают его пригодным для использования в качестве флюса при изготовлении сварочных электродов.

## Галерея

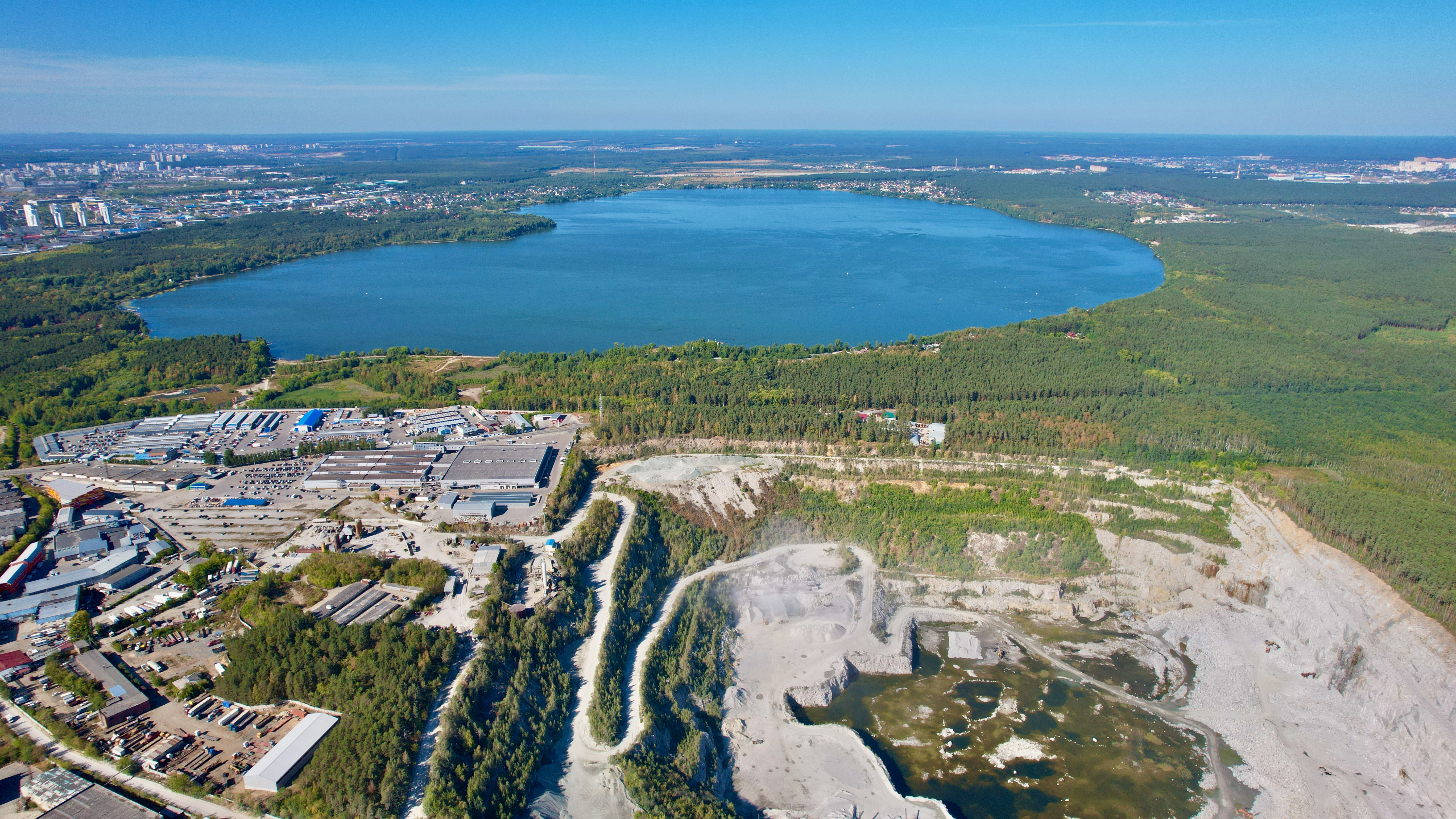
Вид в сторону озера Шарташ
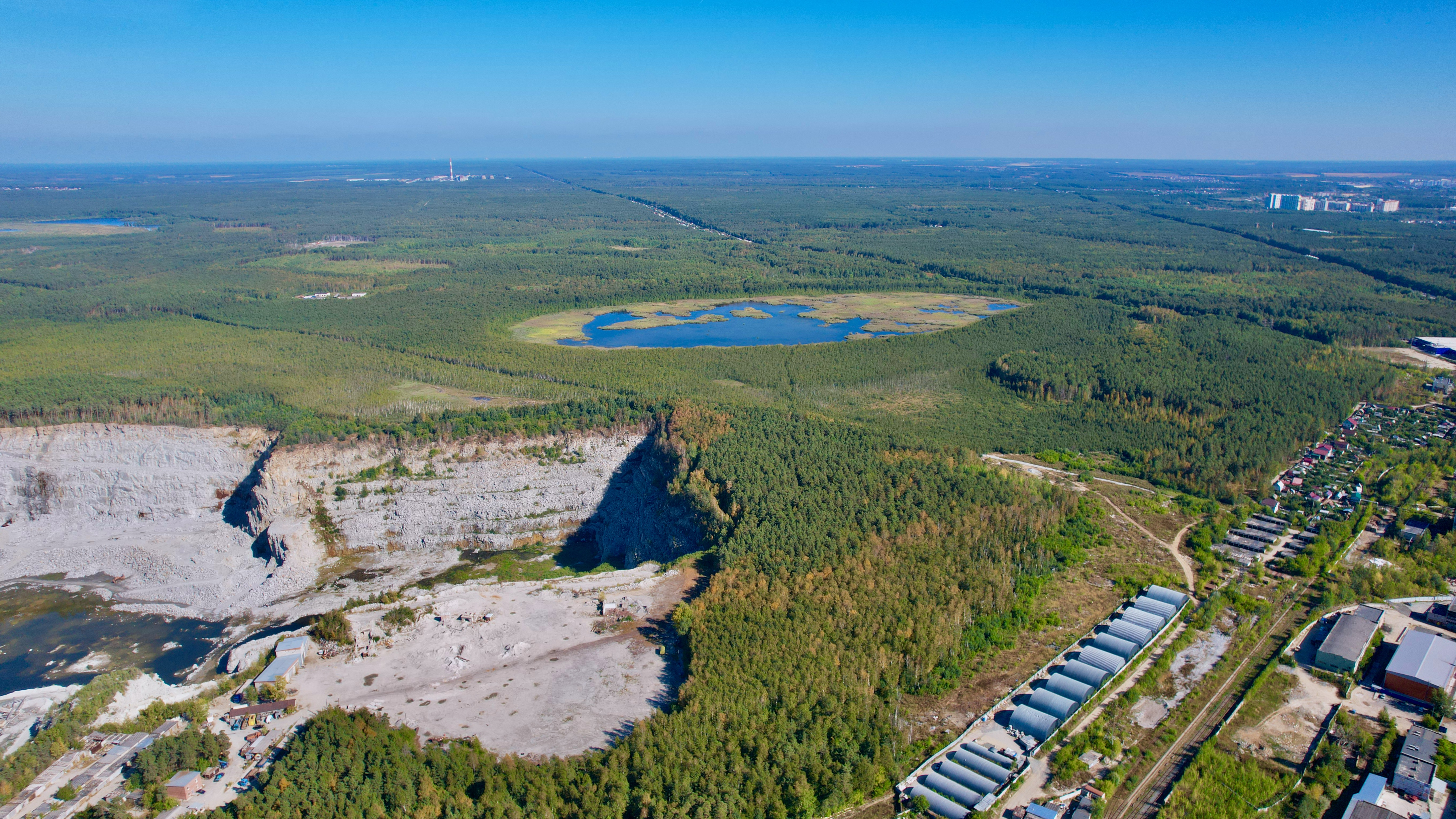
Вид в сторону озера Малый Шарташ
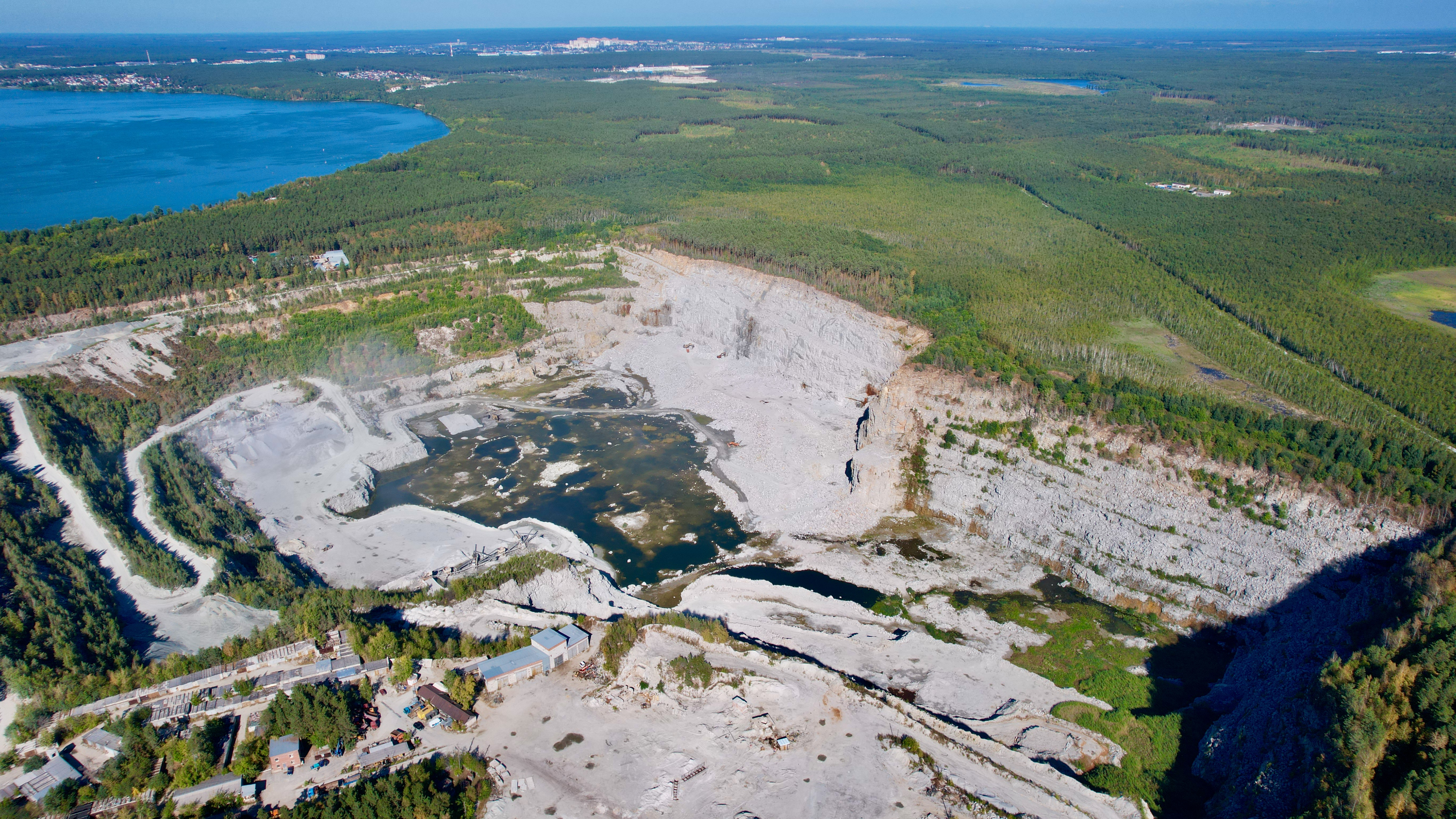
Вид с высоты
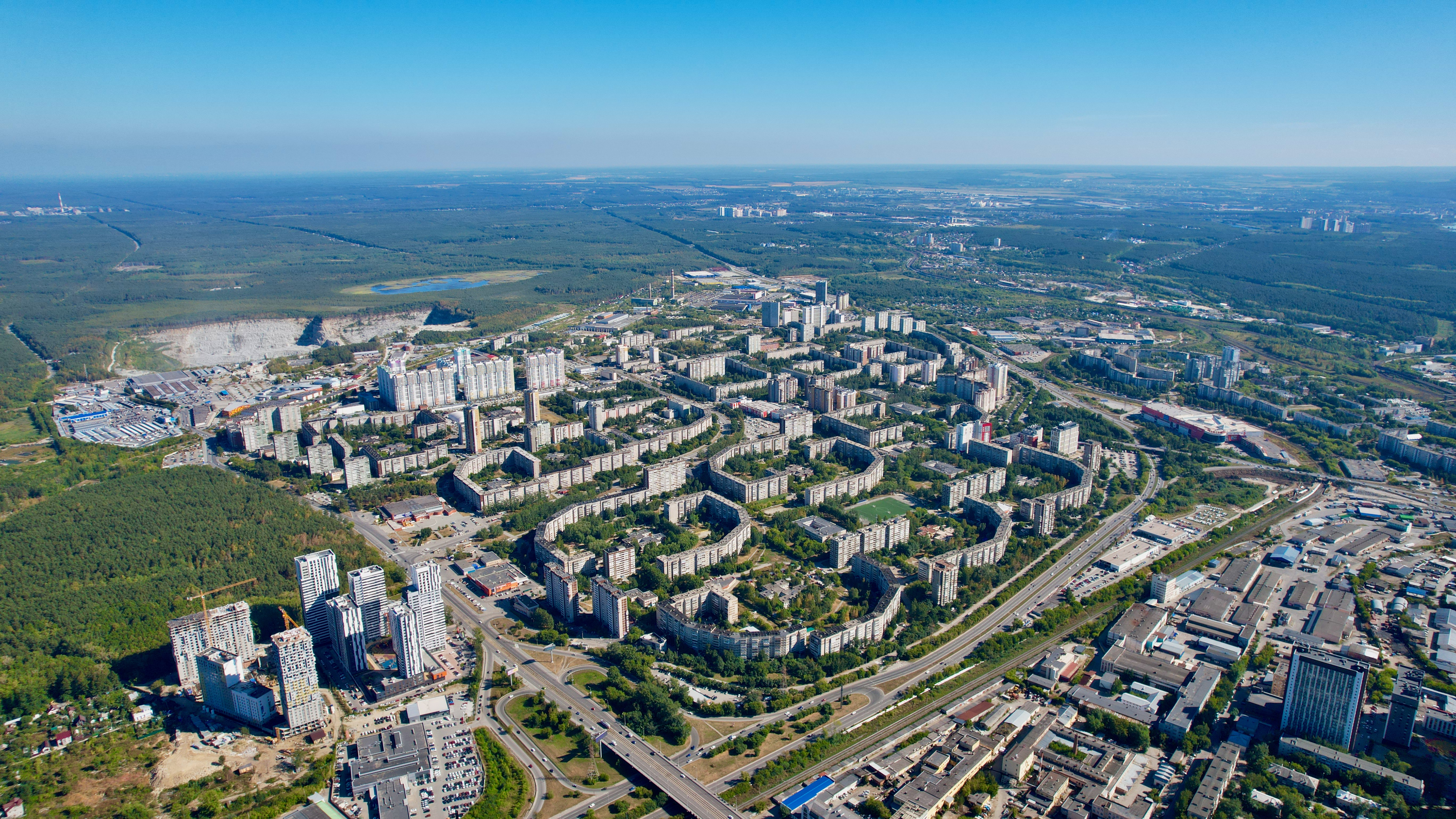
На панораме жилого района Комсомольский